# Balgarski Izvor
Balgarski Izvor (Bulgaars:  Български извор) is een dorp in de Bulgaarse gemeente Teteven, oblast Lovetsj. Het dorp ligt 25 km ten noorden van Teteven, 40 km ten zuidwesten van Lovetsj en 90 km ten noordoosten van Sofia. De dichtstbijzijnde nederzetting is het dorp Galata (2 km). 

## Bevolking
Op 31 december 2020 telde het dorp Balgarski 1.178 inwoners, een daling ten opzichte van het maximum van 1.607 personen in 1965.
| Bevolkingsontwikkeling tussen 1934 en 2020          |
| --------------------------------------------------- |
|                                                     |
| Bron: Nationaal Statistisch Instituut van Bulgarije |

Het dorp wordt grotendeels bewoond door etnische Bulgaren, maar er is ook een relatief grote minderheid van etnische Roma.
| Etnische samenstelling van de respondenten (2011) | Etnische samenstelling van de respondenten (2011) | Etnische samenstelling van de respondenten (2011) | Etnische samenstelling van de respondenten (2011) | Etnische samenstelling van de respondenten (2011) |
| ------------------------------------------------- | ------------------------------------------------- | ------------------------------------------------- | ------------------------------------------------- | ------------------------------------------------- |
|                                                   |                                                   |                                                   |                                                   |                                                   |
| Bulgaren                                          | Bulgaren                                          |                                                   | 89,7%                                             | 89,7%                                             |
| Turken                                            | Turken                                            |                                                   | 0,5%                                              | 0,5%                                              |
| Roma                                              | Roma                                              |                                                   | 9,5%                                              | 9,5%                                              |
| Anders/Onbekend                                   | Anders/Onbekend                                   |                                                   | 0,3%                                              | 0,3%                                              |